# Üçırmak, Arhavi
Üçırmak là một xã thuộc huyện Arhavi, tỉnh Artvin, Thổ Nhĩ Kỳ. Dân số thời điểm năm 2010 là 76 người.